# Oldham County (Kentucky)
Oldham County ist ein County im Bundesstaat Kentucky der Vereinigten Staaten. Das U.S. Census Bureau hat bei der Volkszählung 2020 eine Einwohnerzahl von 67.607 ermittelt.
Der Verwaltungssitz (County Seat) ist La Grange. Das County gehört zu den Dry Countys, was bedeutet, dass der Verkauf von Alkohol eingeschränkt oder verboten ist.

## Geographie
Das County liegt im Norden von Kentucky, grenzt im Nordwesten an den Bundesstaat Indiana, getrennt durch den Ohio River und hat eine Fläche von 509 Quadratkilometern, wovon 19 Quadratkilometer Wasserfläche sind. Es grenzt im Uhrzeigersinn an folgende Countys: Trimble County, Henry County, Shelby County und Jefferson County.

## Geschichte
Oldham County wurde am 15. Dezember 1823 aus Teilen des Henry County, Jefferson County und Shelby County gebildet. Benannt wurde es nach Colonel Williamson Simpson Oldham, der in Indianerkämpfen getötet wurde.
46 Bauwerke und Stätten des Countys sind im National Register of Historic Places eingetragen (Stand 19. Oktober 2017).

## Demografische Daten

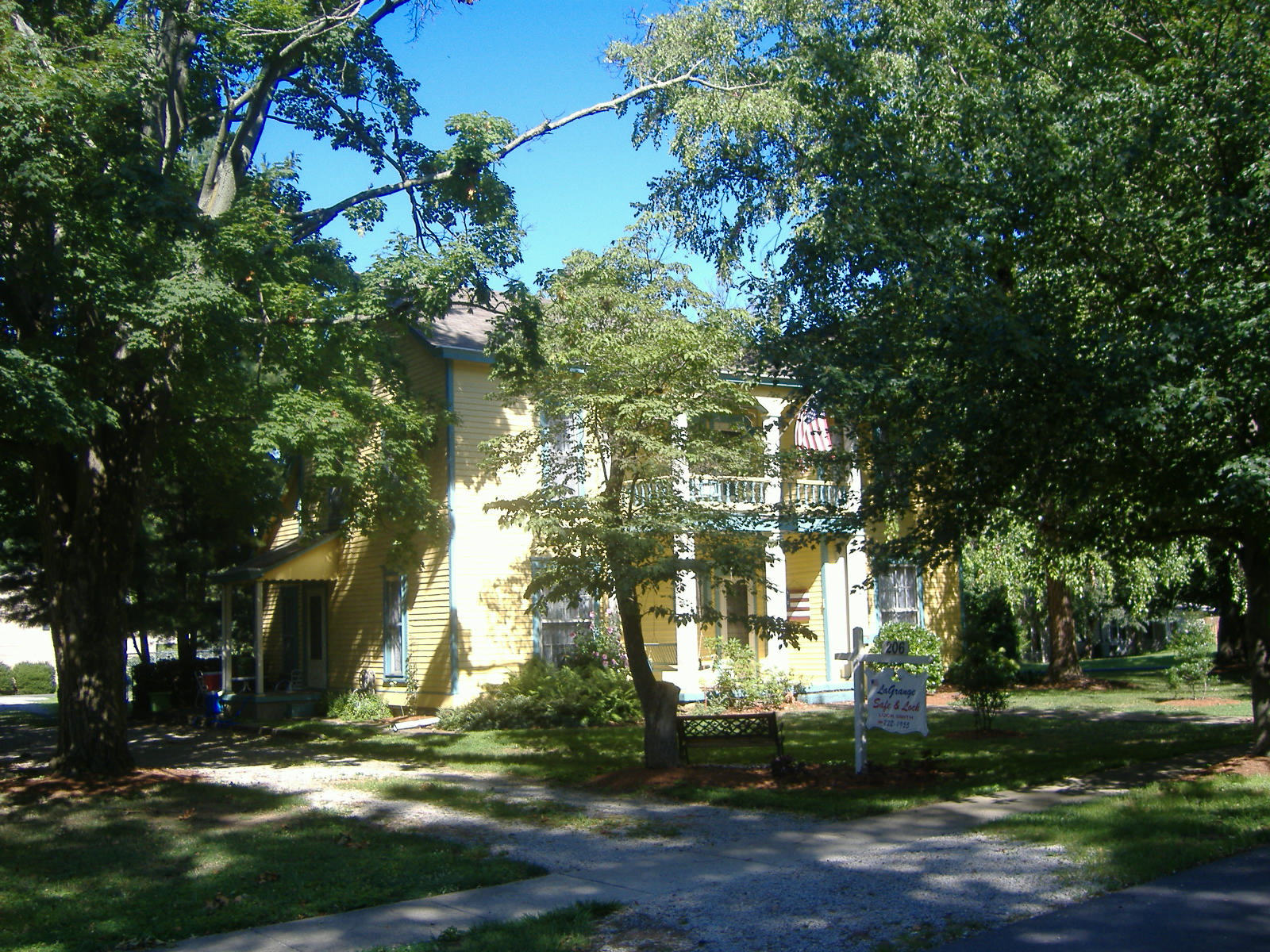
D. W. Griffith House in La Grange, gelistet im NRHP

Nach der Volkszählung im Jahr 2000 lebten im Oldham County 46.178 Menschen in 14.856 Haushalten und 12.196 Familien. Die Bevölkerungsdichte betrug 94 Einwohner pro Quadratkilometer. Ethnisch betrachtet setzte sich die Bevölkerung zusammen aus 93,62 Prozent Weißen, 4,21 Prozent Afroamerikanern, 0,21 Prozent amerikanischen Ureinwohnern, 0,44 Prozent Asiaten, 0,01 Prozent Bewohnern aus dem pazifischen Inselraum und 0,55 Prozent aus anderen ethnischen Gruppen; 0,97 Prozent stammten von zwei oder mehr Ethnien ab. 1,30 Prozent der Bevölkerung waren spanischer oder lateinamerikanischer Abstammung.
Von den 14.856 Haushalten hatten 44,1 Prozent Kinder und Jugendliche unter 18 Jahre, die bei ihnen lebten. 71,5 Prozent waren verheiratete, zusammenlebende Paare, 7,8 Prozent waren allein erziehende Mütter, 17,9 Prozent waren keine Familien, 14,9 Prozent waren Singlehaushalte und in 4,8 Prozent lebten Menschen im Alter von 65 Jahren oder darüber. Die Durchschnittshaushaltsgröße betrug 2,85 und die durchschnittliche Familiengröße lag bei 3,17 Personen.
Auf das gesamte County bezogen setzte sich die Bevölkerung zusammen aus 27,4 Prozent Einwohnern unter 18 Jahren, 6,9 Prozent zwischen 18 und 24 Jahren, 33,1 Prozent zwischen 25 und 44 Jahren, 25,6 Prozent zwischen 45 und 64 Jahren und 7,0 Prozent waren 65 Jahre alt oder darüber. Das Durchschnittsalter betrug 37 Jahre. Auf 100 weibliche Personen kamen 114,0 männliche Personen. Auf 100 Frauen im Alter von 18 Jahren alt oder darüber kamen statistisch 117,9 Männer.
Das jährliche Durchschnittseinkommen eines Haushalts betrug 63.229 US-Dollar, das Durchschnittseinkommen der Familien betrug 70.495 USD. Männer hatten ein Durchschnittseinkommen von 46.962 USD, Frauen 28.985 USD. Das Prokopfeinkommen betrug 25.374 USD. 2,9 Prozent der Familien und 4,1 Prozent der Bevölkerung lebten unterhalb der Armutsgrenze. Davon waren 4,5 Prozent Kinder oder Jugendliche unter 18 Jahre und 6,0 Prozent waren Menschen über 65 Jahre.

## Orte im County
- Ballardsville
- Belknap Beach
- Brownsboro
- Buckner
- Cedar Point
- Centerfield
- Crestwood
- Demplytown
- Floydsburg
- Fraziertown
- Glenarm
- Goshen
- Greenhaven
- Harmony Lake Estates
- Harmony Village
- La Grange
- Lake Louisvilla
- Liro
- Oldham
- Oldham Acres
- Orchard Grass Hills
- Park Lake
- Pewee Valley
- Prospect
- River Bluff
- Rollington
- Skylight
- Westport